# Bitwa w Cieśninie Kaletańskiej
Bitwa w Cieśninie Kaletańskiej – bitwa morska stoczona podczas I wojny światowej nocą z 20 na 21 kwietnia 1917 roku w Cieśninie Kaletańskiej pomiędzy lekkimi siłami marynarki niemieckiej i marynarki brytyjskiej.
20 kwietnia dwie grupy niemieckich niszczycieli wpłynęły do Cieśniny Kaletańskiej. Ich zadaniem było zbombardowanie pozycji aliantów na brzegu i zaatakowanie okrętów patrolujących zaporę minową Dover, która zapobiegała przedostawaniu się okrętów niemieckich do kanału La Manche. Tuż przed północą sześć niszczycieli zbombardowało Calais, a sześć kolejnych zbombardowało Dover.
Dwa lidery Royal Navy, HMS „Broke” (dowódca Edward Evans) i HMS „Swift”, znajdowały się na patrolu w pobliżu Dover i zaatakowały niemieckie okręty w nocy 21 kwietnia 1917 w rejonie Goodwin Sands.
Okręty przystąpiły do walki artyleryjskiej. W trakcie powstałego zamieszania „Swift” storpedował i zatopił G 85, a „Broke” staranował G 42. Gdy okręty się sczepiły, pomiędzy ich załogami rozpoczęła się walka wręcz. „Broke” ostatecznie uwolnił się, a G42 zatonął.
Oba niszczyciele brytyjskie zostały uszkodzone, przy czym „Broke” musiał zostać odholowany do portu. Dziesięć pozostałych niemieckich niszczycieli dotarło do swoich baz bez strat.